# Обыденкин, Иван Васильевич
Иван Васильевич Обыденкин (27 сентября 1900 года, дер. Якшино, Мологский уезд, Ярославская губерния — 13 апреля 1954 года, Рыбинск, Ярославская область) — советский военный деятель, полковник (1942 год).

## Начальная биография
Иван Васильевич Обыденкин родился 27 сентября 1900 года в деревне Якшино Мологского уезда Ярославской губернии.

## Военная служба

### Гражданская война
В июне 1919 года призван в ряды РККА и направлен красноармейцем в 6-й запасный полк, дислоцированный в Ярославле (Московский военный округ) и затем с маршевой ротой переведён на Восточный фронт, где включён в особый отряд разведчиков, после чего принимал участие в боевых действиях против войск под командованием А. В. Колчака. В декабре в районе Челябинска заболел тифом, после чего лечился в Самарском военном госпитале.
По выздоровлении в апреле 1920 года направлен в пулемётную команду в составе 76-го стрелкового полка (Южный фронт), после чего принимал участие в боевых действиях на Кубани, против десанта под командованием С. Г. Улагая в районе Новороссийска и затем — в советизации Грузии. В январе 1921 года был ранен в лицо в ходе боя в Сурамском перевале.
После выздоровления в мае 1921 года Обыденкин направлен на учёбу на 13-е пехотно-пулемётные курсы комсостава, курсантом которых в период с августа 1922 года в составе Восточной бригады курсантов участвовал в подавлении восстания на территории Хевсурети.

### Межвоенное время
По окончании курсов в октябре 1922 года направлен в 1-й стрелковый Казанский полк (Приволжский военный округ), где служил на должностях командира пулемётного и учебного взводов.
В сентябре 1925 года направлен на учёбу на повторные курсы при Ульяновской пехотной школе имени В. И. Ленина, по окончании которых с августа 1926 года служил в 53-м стрелковом полку (18-я стрелковая дивизия), дислоцированном в Рыбинске, на должностях командира учебного взвода и помощника командира роты. В апреле 1929 года назначен командиром роты в 10-й местный батальон, однако в декабре 1932 года вернулся в 53-й стрелковый полк, где служил на должностях командира роты, помощника командира и командира батальона.
В июне 1935 года Обыденкин переведён в 52-ю стрелковую дивизию, дислоцированную в Ярославле, где назначен на должность начальника хозяйственного довольствия 154-го стрелкового полка, а с января 1936 года служил в 155-м стрелковом полку на должностях командира стрелковой роты и роты технического обеспечения, командира батальона, командира пулемётного батальона. В августе 1937 года вернулся в 154-й стрелковый полк, где назначен на должность командира пулемётного батальона, а в декабре 1938 года — на должность начальника штаба полка, после чего принимал участие в боевых действиях в ходе похода в Западную Украину и советско-финской войны.
В августе 1940 года Обыденкин назначен на должность начальника штаба 112-го стрелкового полка (52-я стрелковая дивизия, Ленинградский военный округ), а 9 июня 1941 года — на должность командира 337-го стрелкового полка (54-я стрелковая дивизия).

### Великая Отечественная война
С началом войны майор И. В. Обыденкин, находясь на должностях командира 337-го стрелкового полка и начальника оперативного отделения штаба 54-й стрелковой дивизии, принимал участие в боевых действиях на ухтинском направлении.
В марте 1942 года назначен на должность начальника оперативного отделения штаба 263-й стрелковой дивизии, а в июне — на должность командира 132-го стрелкового полка 27-й стрелковой дивизии, после чего принимал участие в боевых действиях на ребольском направлении.
В декабре 1943 года назначен на должность заместителя командира 205-й стрелковой дивизии (Карельский фронт), в январе 1944 года — на должность командира 85-й морской стрелковой бригады, действовавшей на кемском направлении, а в феврале — на должность командира 77-й морской стрелковой бригады, ведшей боевые действия на кандалакшском направлении.
2 июня 1944 года полковник И. В. Обыденкин назначен на должность командира 341-й стрелковой дивизии, которая участвовала в боевых действиях на кандалакшском направлении, а с сентября вела наступление от западного берега реки Пунтса-Йоки, в результате чего вышла к советско-финской границе.
13 октября 1944 года назначен на должность командира 104-й стрелковой дивизии, которая в ноябре была передислоцирована в Румынию, после чего принимала участие в ходе Будапештской наступательной и Балатонской оборонительной операций.

### Послевоенная карьера
16 мая 1945 года назначен на должность заместителя командира 74-й стрелковой дивизии в составе Южной группы войск, а с ноября состоял в резерве этой же группы войск и в декабре назначен командиром 198-го гвардейского стрелкового полка в составе 68-й гвардейской стрелковой дивизии. С расформированием дивизии с июня 1946 года полковник Иван Васильевич Обыденкин вновь находился в распоряжении Военного совета Южной группы войск и 21 августа того же года вышел в запас.
Умер 13 апреля 1954 года в Рыбинске Ярославской области.

## Награды
- Орден Ленина (6.11.1945);
- Три ордена Красного Знамени (25.11.1942, 14.9.1944, 3.11.1944);
- Медали.